# Wegbekendheid
Wegbekendheid bij de spoorwegen houdt in dat een machinist van een bepaald baanvak voldoende kennis heeft om daar te mogen rijden. Gedacht moet worden aan de plaatsen waar seinen staan, de baanvaksnelheid, snelheidsbeperkingen, wissels, haltes, overwegen, (beweegbare) bruggen, borden enzovoort. Om wegbekendheid te verkrijgen moet een machinist wegleren. Dit houdt in dat hij of zij een aantal malen in de cabine mee dient te rijden of een instructiefilm moet bekijken en vervolgens examen moet doen. Als hulpmiddel wordt een wegwijzertekening gebruikt. Dit is een schematische voorstelling van een baanvak waar alle seinen, toegestane snelheden, wissels, haltes, overwegen, bruggen enzovoort aangegeven zijn. Om de wegbekendheid op peil te houden moet een machinist regelmatig het baanvak berijden, en zich op op de hoogte stellen van wijzigingen. Is dat niet (meer) het geval, dan moet gebruikgemaakt worden van de diensten van een ritverantwoordelijke machinist.
Het ongeval op 25 juli 2010 op station Stavoren was onder meer te wijten aan onvoldoende wegbekendheid.

## Verwijzing
1. ↑  Ongeval met een slijptrein in Stavoren (pdf) bladzijde 9. Onderzoeksraad voor de veiligheid (25 juli 2010). Gearchiveerd op 31 december 2022. Geraadpleegd op 16 maart 2020. “... enkele van de achterliggende factoren ... waren ...: rijden zonder ATB-bescherming op baanvakken met 
ATB Nieuwe Generatie (ATB-NG), meerdere mensen in de cabine, rijden met een piloterende 
machinist, beperkte wegbekendheid, fouten in tekeningen, ontbrekende plaatsaanduidingsbordjes 
en afwijken van werkplannen zonder de voorgeschreven escalatieprocedure te volgen.”